# VR-Bank Landshut
Die VR-Bank Landshut eG ist eine deutsche Genossenschaftsbank mit Sitz in der bayerischen Stadt Landshut.

## Geschichte
Die heutige VR-Bank Landshut eG wurde am 30. März 1925 in Landshut gegründet und firmierte bis zum Jahr 1975 als Volksbank Landshut eGmbH. Ab dem 12. September 1975 lautete die Firmierung dann Volksbank Landshut eG. Mit Eintragung vom 29. April 1987 wurde die Firmierung in Volksbank-Raiffeisenbank Landshut eG geändert.
Im Jahr 1998 fusionierte die Volksbank-Raiffeisenbank Landshut eG mit der Raiffeisenbank Velden/Vils eG mit dem Sitz in Velden. Mit Eintragung vom 10. Januar 2002 änderte sich die Firmierung in VR-Bank Landshut eG, die heute noch verwendet wird. Die Raiffeisenbank Velden/Vils eG fusionierte zuvor im Jahr 1992 mit der Raiffeisenbank Altfraunhofen eG mit dem Sitz in Altfraunhofen, die ihrerseits im Jahr 1986 durch die Fusion mit der Raiffeisenbank Vilsheim-Zweikirchen eG mit dem Sitz in Vilsheim zuerst unter der Firmierung Raiffeisenbank Altfraunhofen-Vilsheim eG entstanden war. Die Raiffeisenbank Vilsheim-Zweikirchen eG entstand zuvor im Jahr 1972 als Raiffeisenbank Vilsheim-Zweikirchen eGmbH durch die Fusion der Raiffeisenkasse Zweikirchen eGmbH mit dem Sitz in Zweikirchen mit der Raiffeisenkasse Vilsheim eGmbH.
Letztmals im Jahr 2002 fusionierte die VR-Bank Landshut eG mit der Raiffeisenbank Adlkofen eG mit dem Sitz in Adlkofen.

## Rechtsverhältnisse
Die VR-Bank Landshut eG ist im Genossenschaftsregister beim Amtsgericht Landshut unter GnR 401 eingetragen.

## Organisationsstruktur
Rechtsgrundlagen sind das Genossenschaftsgesetz und die durch die Vertreterversammlung beschlossene Satzung. Organe der Bank sind der Vorstand, der Aufsichtsrat und die Vertreterversammlung.

## Sicherungseinrichtung
Die VR-Bank Landshut eG ist der amtlich anerkannten Sicherungseinrichtung des Bundesverbandes der Deutschen Volksbanken und Raiffeisenbanken GmbH und der zusätzlichen freiwilligen Sicherungseinrichtung des Bundesverbandes der Deutschen Volksbanken und Raiffeisenbanken e.V. angeschlossen.

## Geschäftsausrichtung
Die VR-Bank Landshut eG betreibt das Universalbankgeschäft. Neben dem klassischen Zahlungsverkehrs- sowie Kredit- und Einlagengeschäft arbeitet sie im Verbundgeschäft mit der DZ Bank, R+V Versicherung, DZ Privatbank, Bausparkasse Schwäbisch Hall, VR Smart Finanz, Münchener Hypothekenbank, Teambank, VR Leasing, DZ Hyp, Allianz Versicherung und der Union Investment zusammen.

## Geschäftsgebiet
Das Geschäftsgebiet liegt im Zentrum des Landkreises Landshut.
An diesen Orten betreibt die Bank Filialen:
- Landshut, Ingolstädter Str. 2 (jur. Sitz, VerwaltungsZentrum)
- Landshut, Rosengasse 350 (Geschäftsstelle)
- Landshut, Rosengasse 350 (VermögensBeratungsZentrum)
- Landshut, Niedermayerstr. 38 (Geschäftsstelle)
- Adlkofen, Hauptstr. 18 (Geschäftsstelle)
- Velden, Marktplatz 48 (Geschäftsstelle)